# Мороз Надія Леонтіївна
Надія Леонтіївна Мороз (1922, село Іллінка Селидівського району, тепер селище Мар'їнського району Донецької області — ?) — українська радянська діячка, новатор сільськогосподарського виробництва, доярка колгоспу імені Мічуріна Селидівського району Сталінської області. Депутат Верховної Ради УРСР 3—4-го скликань.

## Біографія
Народилася у родині селянина-середняка. Трудову діяльність розпочала у 1936 році колгоспницею сільськогосподарської артілі імені ОДСЧА Селидівського району Донецької (Сталінської) області.
З 1943 року — бригадир городньої бригади, потім — доярка колгоспу імені ОДСЧА (з 1950 року — імені Мічуріна) Селидівського району Сталінської області. У 1949 році надоїла від кожної корови по 6014 літрів молока.

## Нагороди
- орден Трудового Червоного Прапора
- медалі